# Larroque-Saint-Sernin
 Larroque-Saint-Sernin  (en occitano La Ròca Sent Sarnin) es una población y comuna francesa, ubicada en la región de Mediodía-Pirineos, departamento de Gers, en el distrito de Condom y cantón de Valence-sur-Baïse.

## Demografía
| 289 | 252 | 200 | 197 | 178 | 183 |
| Para los censos de 1962 a 1999 la población legal corresponde a la población sin duplicidades (Fuente: INSEE [Consultar]) |     |     |     |     |     |